# Ocotal
Ocotal est une ville du Nicaragua et la capitale du département de Nueva Segovia. Elle est située à 21 km au sud de la frontière avec le Honduras et à 166 km au nord de Managua. Elle est traversée par la route panaméricaine. Elle se situe au nord-ouest du Nicaragua.

## Histoire

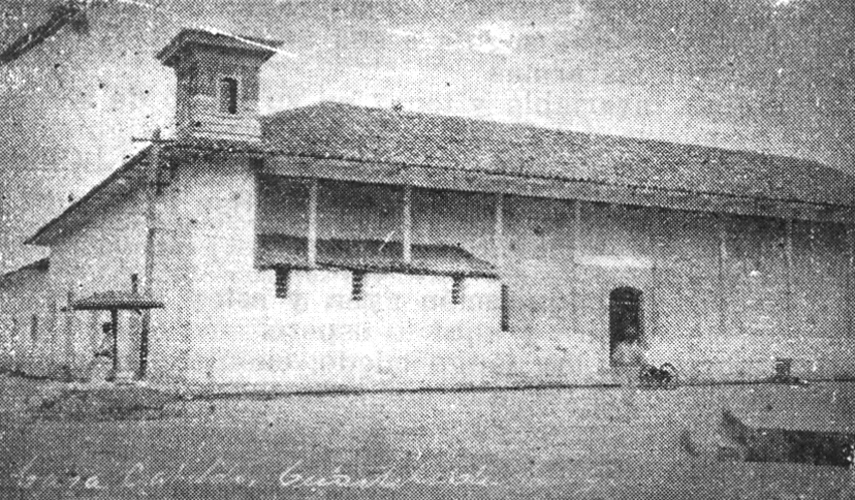
Fort Ocotal pendant l'occupation du Nicaragua par les États-Unis.

Ocotal est un mot nahuatl qui signifie « résine de pin ». La ville a été fondée en 1543 sous le nom de Nueva Segovia.
Le 16 juillet 1927, Ocotal fut l'une des premières villes du continent américain durant la bataille d'Ocotal (en) depuis les airs. Cinq Airco DH.4 du United States Marine Corps Aviation attaquant les troupes de Augusto Sandino d'environ 500 à 600 hommes assiégeant la garnison de 37 Marines et 47 gardes nationaux nicaraguayen de cette cité effectue le premier bombardement en piqué,

## Jumelage
La ville de Ocotal est jumelée avec :
- Wiesbaden (Allemagne) depuis le 16 mai 1990
- La Courneuve (France)